# I segreti di Cadwal
I segreti di Cadwal (Ecce and Old Heart) è un romanzo di fantascienza del 1991 scritto da Jack Vance.

## Storia editoriale
In Italia è stato pubblicato nel 1992 come numero 128 della serie Cosmo. Collana di Fantascienza.

## Trama
Glawen Clattuc ha appreso che suo padre, Scharde, è tenuto prigioniero da un vecchio nemico personale, Smonny Clattuc. Scharde e altri che si sono guadagnati l'ira di Smonny sono intrappolati nell'instabile continente di Ecce, che pullula di animali molto pericolosi. Glawen salva Scharde, Eustace Chilke e un altro prigioniero che si rivela un tesoro di informazioni molto importanti.
Nel frattempo, Wayness Tamm (l'interesse romantico di Glawen) è impegnata a cercare di rintracciare l'importantissima Carta mancante, che conferisce la proprietà del pianeta Cadwal. La ricerca la conduce dalla Terra a vari altri pianeti. Tuttavia non è sola in questa ricerca; Anche due fazioni che lavorano per rovesciare la Conservancy cercano il documento e faranno di tutto per assicurarlo. Glawen insieme a Wayness alla fine riessce tramite un cavillo a salvare Cadwal.

## Personaggi
- Glawen Clattuc: È un giovane intelligente e capace e membro della Conservancy della Stazione Araminta
- Wainess Tamm: Nipote di Pirie e membro della Società Naturalistica
- Pirie Tamm: Zio di Wainess e membro della Società Naturalistica

## Edizioni
- Jack Vance, I segreti di Cadwal, traduzione di Gianluigi Zuddas, Cosmo. Collana di Fantascienza, n. 128, Milano, 1992.